# Los Cabos Open
Los Cabos Open, oficiálně Mifel Tennis Open by Telcel Oppo, je profesionální tenisový turnaj mužů konaný v přímořském mexickém městě Cabo San Lucas, ležícím na jihu Kalifornského poloostrova ve spolkovém státě Baja California Sur. Pojmenování události bylo odvozeno z mexické administrativní jednotky Los Cabos.
Na okruhu ATP Tour se od založení v roce sezóny 2016 řadí do kategorie ATP Tour 250. Probíhá v červenci či srpnu na otevřených dvorcích s tvrdým povrchem. Dějištěm je Cabo Sports Complex v zábavním areálu El Sudcaliforniano při hotelu Solaz, jehož otevření se uskutečnilo na pátém ročníku turnaje v červenci 2021. Kapacita centrálního dvorce činí 3 500 diváků a kurtu č. 1 jeden tisíc osob.
Turnaj byl založen v roce 2016, když v kalendáři ATP nahradil bogotský turnaj Claro Open Colombia a stal se novou akvizicí skupiny Grupo Pegaso. Do soutěže dvouhry nastupuje dvacet osm hráčů a čtyřhry se účastní šestnáct párů. 

## Přehled finále

### Dvouhra
| Rok  | vítěz                             | finalista                         | výsledek                          |
| ---- | --------------------------------- | --------------------------------- | --------------------------------- |
| 2016 | Ivo Karlović                      | Feliciano López                   | 7–6(7–5), 6–2                     |
| 2017 | Sam Querrey                       | Thanasi Kokkinakis                | 6–3, 3–6, 6–2                     |
| 2018 | Fabio Fognini                     | Juan Martín del Potro             | 6–4, 6–2                          |
| 2019 | Diego Schwartzman                 | Taylor Fritz                      | 7–6(8–6), 6–3                     |
| 2020 | zrušeno kvůli pandemii koronaviru | zrušeno kvůli pandemii koronaviru | zrušeno kvůli pandemii koronaviru |
| 2021 | Cameron Norrie                    | Brandon Nakashima                 | 6–2, 6–2                          |
| 2022 | Daniil Medveděv                   | Cameron Norrie                    | 7–5, 6–0                          |
| 2023 | Stefanos Tsitsipas                | Alex de Minaur                    | 6–3, 6–4                          |
| 2024 | Jordan Thompson                   | Casper Ruud                       | 6–3, 7–6(7–4)                     |

### Čtyřhra
| Rok  | vítězové                                  | finalisté                           | výsledek                          |
| ---- | ----------------------------------------- | ----------------------------------- | --------------------------------- |
| 2016 | Purav Radža Divij Šaran                   | Jonatan Erlich Ken Skupski          | 7–6(7–4), 7–6(7–3)                |
| 2017 | Juan Sebastián Cabal Treat Conrad Huey    | Sergio Galdós Roberto Maytín        | 6–2, 6–3                          |
| 2018 | Marcelo Arévalo Miguel Ángel Reyes-Varela | Taylor Fritz Thanasi Kokkinakis     | 6–4, 6–4                          |
| 2019 | Romain Arneodo Hugo Nys                   | Dominic Inglot Austin Krajicek      | 7–5, 5–7, [16–14]                 |
| 2020 | zrušeno kvůli pandemii koronaviru         | zrušeno kvůli pandemii koronaviru   | zrušeno kvůli pandemii koronaviru |
| 2021 | Hans Hach Verdugo John Isner              | Hunter Reese Sem Verbeek            | 5–7, 6–2, [10–4]                  |
| 2022 | William Blumberg Miomir Kecmanović        | Raven Klaasen Marcelo Melo          | 6–0, 6–1                          |
| 2023 | Santiago González Édouard Roger-Vasselin  | Andrew Harris Dominik Koepfer       | 6–4, 7–5                          |
| 2024 | Max Purcell Jordan Thompson               | Gonzalo Escobar Oleksandr Nedověsov | 7–5, 7–6(7–2)                     |

## Rekordy
| Mužská dvouhra           | Mužská dvouhra | Mužská dvouhra |
| Rekord                   | Rekord         | držitelé rekordu |
| ------------------------ | -------------- | --- |
| Nejvíce titulů           | 1              | Fabio Fognini Ivo Karlović Daniil Medveděv Cameron Norrie Diego Schwartzman Jordan Thompson Stefanos Tsitsipas Sam Querrey |
| Nejvíce finále           | 2              | Cameron Norrie |
| Nejvíce vyhraných zápasů | 14             | Cameron Norrie |
| Nejmladší vítěz          | 24 let         | Stefanos Tsitsipas (2023)                                                                                                  |
| Nejstarší vítěz          | 37 let         | Ivo Karlović (2016) |
| Nejvýše postavený vítěz  | 1. ATP         | Daniil Medveděv (2022) |
| Nejníže postavený vítěz  | 40. ATP        | Jordan Thompson (2024) |